# David Boys
Pour les articles homonymes, voir Boys.
David Boys est un joueur de Scrabble canadien. Il fut le premier joueur canadien à remporter le Championnat du monde de Scrabble anglophone et il est actuellement classé premier au Québec par la " National Scrabble Association " (de Scrabble anglophone). Il vit à Dorval au Québec.
En 1995, Boys a fini premier ex æquo avec Joel Sherman des États-Unis. Les deux se sont qualifiés pour la finale en 5 manches maximum. En égalité après les 4 premières manches, c'est Boys qui a remporté la dernière manche décisive pour devenir champion du monde de Scrabble anglophone. Il a aussi remporté le Championnat du Canada de Scrabble anglophone en 2003.

## Palmarès
- Or : Championnat du monde 2003
- Or : Championnat du Canada 2003
- Argent  :  Championnat du Canada 2008 ;
- Bronze :   Championnat du monde 1991
- Bronze :  Championnat du monde 1999.

| Année | World SC | North American SC | Canadian SC |
| ----- | -------- | ----------------- | ----------- |
| 1990  |          |                   |             |
| 1991  | Bronze   |                   |             |
| 1992  |          |                   |             |
| 1993  | ___      |                   |             |
| 1994  |          | 7e                |             |
| 1995  | Or       |                   |             |
| 1996  |          | 28e               | 5e          |
| 1997  | 11e      |                   |             |
| 1998  |          | 31e               | 5e          |
| 1999  | Bronze   |                   |             |
| 2000  |          |                   | 18e         |
| 2001  | 39e      |                   |             |
| 2002  |          |                   |             |
| 2003  | 16e      |                   | Or          |
| 2004  |          |                   |             |
| 2005  | 7e       |                   | 6e          |
| 2006  |          |                   |             |
| 2007  | 17e      |                   |             |
| 2008  |          |                   | Argent      |
| 2009  | 6e       |                   |             |
| 2010  |          |                   |             |
| 2011  | 13e      |                   | 16e         |
| 2012  |          |                   |             |